# Clathrosperchon americanus
Clathrosperchon americanus är en kvalsterart som beskrevs av Herbert Habeeb 1953. Clathrosperchon americanus ingår i släktet Clathrosperchon och familjen Clathrosperchonidae. Inga underarter finns listade i Catalogue of Life.